# MotoGP 08
MotoGP 08 è un videogioco per Xbox 360, PlayStation 3, PlayStation 2, Wii e Microsoft Windows, pubblicato da Capcom e sviluppato dalla Milestone. A grande richiesta sono tornate le classi 125 e 250, tutti i piloti e i tracciati del motomondiale 2008.

## Modalità di gioco: CARRIERA (nuova)
Il giocatore può creare un proprio pilota personalizzato che competerà con agli altri piloti ufficiali modificando i seguenti paragrafi:
- Selezionare uno dei team 125cc sbloccati
- Inserire il nome del pilota
- Scegliere il casco
- Scegliere uno dei numeri liberi

Migliori saranno i risultati nelle varie gare maggiori saranno i "punti interesse" per sbloccare team sempre migliori e scalare le gerarchie del motomondiale dominando tutte e tre le categorie!

## Modalità di gioco: GARA RAPIDA
In questa modalità il giocatore può selezionare un pilota delle tre categorie in uno dei 18 tracciati e sfidare la CPU in una gara singola di 1, 2, 3 ,5 giri oppure le tornate realmente percorse nelle gare ufficiali (la scelta del numero di tornate è presente in tutte le modalità).
ATTENZIONE: questa modalità (al contrario di "campionato" e "carriera") è sprovvista di prove libere/qualifiche perciò il giocatore partirà sempre in ultima posizione 

## Modalità di gioco: CRONOMETRO
Questa modalità offre una sfida contro il tempo in tutti i circuiti e con tutte le categorie con la possibilità di inserire dei riferimenti (fantasmi)

## Modalità di gioco: SFIDE
La modalità sfida offre una serie di 50 piccoli obbiettivi, tra cui allenamenti, mini-gare, sfide 1 V 1 e scenari, da completare con specifici piloti in specifici circuiti. Per ogni sfida completata con successo si riceverà un'immagine esclusiva del pilota appena utilizzato per la sfida.

## Modalità di gioco: MULTIGIOCATORE
La modalità offre la possibilità di giocare online contro altri giocatori o in locale dallo stesso schermo fino a due giocatori (per WII è disponibile solo la modalità locale).
La modalità online è stata criticata per il continuo lagg.

## I motociclisti
I motociclisti con scritto NUOVO non erano presenti in MotoGP 07. I piloti delle classi 250cc e 125cc, nonché quelli sbloccabili, sono tutti nuovi dato che nell'edizione precedente queste categorie non erano presenti.
MotoGP:
- Casey Stoner
- Daniel Pedrosa
- Andrea Dovizioso NUOVO
- Colin Edwards
- Chris Vermeulen
- Anthony West NUOVO
- Randy de Puniet
- Alex De Angelis NUOVO
- John Hopkins
- Toni Elías
- Marco Melandri
- Valentino Rossi
- Jorge Lorenzo NUOVO
- Sylvain Guintoli
- James Toseland NUOVO
- Shinya Nakano
- Loris Capirossi
- Nicky Hayden

Classe 250
- Hiroshi Aoyama
- Alex Debón
- Russell Gómez
- Imre Tóth
- Thomas Lüthi
- Ratthapark Wilairot
- Roberto Locatelli
- Karel Abraham
- Álvaro Bautista
- Héctor Barberá
- Alex Baldolini
- Fabrizio Lai
- Mika Kallio
- Aleix Espargaró
- Doni Tata Pradita
- Eugene Laverty
- Lukáš Pešek
- Manuel Poggiali
- Héctor Faubel
- Marco Simoncelli
- Julián Simón
- Yūki Takahashi
- Mattia Pasini

Classe 125
- Gábor Talmácsi
- Alexis Masbou
- Joan Olivé
- Efrén Vázquez
- Lorenzo Zanetti
- Sandro Cortese
- Esteve Rabat
- Jules Cluzel
- Stefan Bradl
- Nicolás Terol
- Roberto Lacalendola
- Robin Lässer
- Pablo Nieto
- Simone Corsi
- Stefano Bianco
- Andrea Iannone
- Pere Tutusaus
- Sergio Gadea
- Randy Krummenacher
- Raffaele De Rosa
- Bradley Smith
- Pol Espargaró
- Scott Redding
- Bastien Chesaux
- Stevie Bonsey
- Hugo van den Berg
- Michael Ranseder
- Mike Di Meglio
- Louis Rossi
- Tomoyoshi Koyama
- Marco Ravaioli
- Takaaki Nakagami
- Dominique Aegerter
- Marc Márquez
- Robert Mureșan
- Danny Webb

## Tracciati
- Losail NUOVO IN MODALITA NOTTURNA
- Jerez
- Estoril
- Shanghai
- Le Mans
- Mugello
- Catalunya
- Donington
- Assen

- Sachsenring
- Laguna Seca SOLO PER LA CLASSE MOTOGP
- Brno
- Misano
- Indianapolis NUOVO
- Motegi
- Phillip Island
- Sepang
- Valencia

## Accoglienza
La rivista Play Generation lo classificò come il terzo miglior gioco di guida del 2008. La stessa testata diede alla versione per PlayStation 3 un punteggio di 91/100, dove il recensore affermò che Capcom aveva sposato una filosofia che sperava accompagnasse la serie anche in futuro, trovando una qualità sopraffina e una giocabilità accessibile. La stessa testata lo classificò come il secondo titolo italiano più acclamato tra quelli disponibili su PlayStation 2.